# 87 (getal)
87 (zevenentachtig) is het natuurlijke getal volgend op 86 en voorafgaand aan 88.

## Overig
87 is ook:
- Het jaar A.D. 87 en 1987.
- Het atoomnummer van het scheikundig element Francium (Fr).